# Carapachay
Carapachay är en ort i Argentina.   Den ligger i provinsen Buenos Aires, i den centrala delen av landet, 17 km nordväst om huvudstaden Buenos Aires. Carapachay ligger 28 meter över havet och antalet invånare är 15 181.
Terrängen runt Carapachay är mycket platt. Runt Carapachay är det mycket tätbefolkat, med 10 000 invånare per kvadratkilometer.. Närmaste större samhälle är Buenos Aires, 17,4 km sydost om Carapachay. 
Runt Carapachay är det i huvudsak tätbebyggt.